# John Doerr
John Doerr, född 29 juni 1951 i Saint Louis, Missouri, USA, är en amerikansk riskkapitalist vid Kleiner Perkins Caufield & Byers i Menlo Park i Kalifornien, i Silicon Valley. I februari 2009 utvaldes Doerr att ingå i President's Economic Recovery Advisory Board för att ge råd till presidenten och hans administration för att hjälpa USA ur dess ekonomiska svacka. Forbes rankar Doerr som den 582:e rikaste personen i världen, med ett eget kapital på 1,7 miljarder dollar.
Doerr är en engagerad miljöpersonlighet.

## Utmärkelser
2009 blev Doerr ledamot av American Academy of Arts and Sciences.